# Bethlehem Records
Bethlehem Records ist ein amerikanisches Jazz- und Blues-Label.

## Geschichte des Plattenlabels
Das Schallplattenlabel Bethlehem Records wurde von dem aus der Schweiz stammenden Gus Wildi im September 1946 gegründet und später von dem Schallplattenlabel King Records übernommen. Erste Aufnahme war ein Bluestitel von Johnny Temple, aufgenommen im September 1946; am 10. Dezember 1947 folgten Aufnahmen von Lonnie Johnson. 1953 begann der Illustrator Burt Goldblatt seine Zusammenarbeit mit Bethlehem Records. Alle 10-Inch-Alben wurden von Goldblatt gestaltet; 40 verschiedene LPs erschienen zwischen 1953 und 1955. Es folgten circa 160 LPs im 12-inch-Format, die bis 1962 auf den Markt kamen.
1953 kam der Produzent Creed Taylor zu Bethlehem und produzierte am 17. und 18. Dezember 1953 ein Album mit der bislang unbekannten Sängerin Chris Connor (Sings Lullaby of Birdland), das er mit dem Trio von Ellis Larkins aufnehmen ließ. Das Label verkaufte davon 20.000 Exemplare. In Creeeds Phase fielen Alben mit dem Pianisten Bobby Scott ab dem 21. September 1954, dem Flötisten Herbie Mann und einem Quintett von Kai Winding und Jay Jay Johnson, mit dem Taylor dann das erste Album für das 1960 gegründete Label Impulse! Records aufnahm. 1958 erwarb King Records 50 % des Unternehmens, um es dann 1962 vollständig zu übernehmen.
In Erinnerung bleibt Bethlehem Records vor allem durch die legendären Jazzaufnahmen von Duke Ellington (1957), Charles Mingus mit Bill Evans (East Coasting, 1957) und die letzten Aufnahmen des Pianisten Herbie Nichols, die damals unter dem Titel Love, Gloom, Cash, Love erschienen. Auf dem Label erschien 1958 das Debütalbum der Sängerin Nina Simone, Little Girl Blue. Weitere Jazzmusiker, die in den 1950er und frühen 1960er Jahren Schallplatten bei Bethlehem veröffentlichten, waren Stan Levey, Frank Socolow, Stu Williamson, Teddy Charles, Conte Candoli, Howard McGhee, Ralph Burns, Charlie Mariano, Hal McKusick, Ralph Sharon, Betty Roche, Dave McKenna, Mal Waldron, Bob Wilber/Johnny Glasel und Sam Most. Zuletzt wurden 1970 Aufnahmen von James Brown produziert. Der Katalog des Labels erschien später in CD-Form bei Fresh Sound Records.